# Lord's Cricket Ground

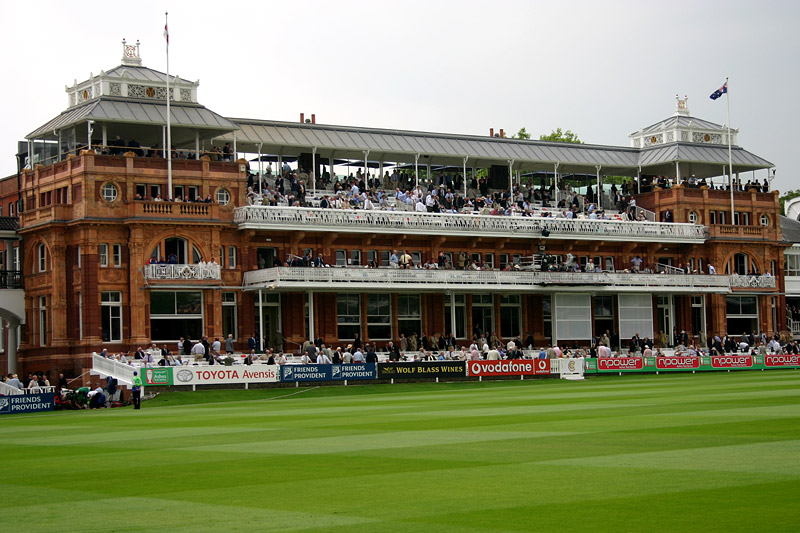
Het Paviljoen, een oud gebouw uit 1880, later herbouwd.

Lord's Cricket Ground (afgekort als Lord's) is een bekend cricketstadion in St John's Wood, een wijk in de Engelse hoofdstad Londen. Het stadion is van de club Marylebone Cricket Club  (MCC). Ook is het de thuishaven van ECB (cricketbond van Engeland en Wales), de ECC (Europese cricketbond) en tot 2005 ook de thuishaven van de ICC. Lord's wordt vaak ook wel The home of cricket genoemd.
Op Lord's ligt het oudste sportmuseum ter wereld.
Op Lord's zijn ook andere sporten dan cricket gespeeld, onder andere honkbal, tennis en boogschieten.

## Geschiedenis
Er zijn in de geschiedenis drie Lord's Cricket Grounds geweest. Het origineel was gesticht door Thomas Lord in 1787 op Dorset Square in Marylebone (een wijk in Londen). De eerste normale cricketwedstrijd die op Lord's gespeeld werd, was een jaarlijkse wedstrijd tussen de scholen Eton en Harrow in 1805. In 1810 werd Lord's verplaatst naar een park, dat daar al in 1814 weer moest vertrekken omdat daar een kanaal moest worden gegraven. Vanaf 1814 ligt Lord's op zijn huidige plaats.
Op de Olympische Zomerspelen 2012 in Londen werd op Lord's het onderdeel boogschieten worden afgewerkt. Het terrein was geschikt, omdat cricketvelden bijzonder groot zijn, en boogschieten ook een groot terrein nodig heeft.